# Districtul Trier-Saarburg
Districtul Trier-Saarburg este un Kreis în landul Renania-Palatinat, Germania.
1. ↑  , Wikipedia în germană https://www.volksfreund.de/region/konz-saarburg-hochwald/stefan-metzdorf-zum-neuen-landrat-trier-saarburg-ernannt-guenther-schartz-verabschiedet_aid-64620045, accesat în 3 ianuarie 2022 Lipsește sau este vid: |title= (ajutor)
2. 1 2 3  GeoNames